# 孙仁师
孙仁师（?—?），唐朝初年将领。
661年，回纥酋长婆闰卒，侄子比粟毒继位，与同罗、仆固犯边，唐高宗下诏命左武卫大将军郑仁泰为铁勒道行军大总管，燕然都护刘审礼、左武卫将军薛仁贵为副，鸿胪卿萧嗣业为仙萼道行军总管，右屯卫将军孙仁师为副，率兵讨伐。662年，经略百济的刘仁愿奏请增兵，唐高宗下诏征发淄州（今山东省淄博市淄川区）、青州（今山东省青州市）、莱州（今山东省莱州市）、海州（今江苏省连云港市海州区）之兵七千人。七月戊子，右威衛將軍孫仁師担任熊津道行軍總管，统众跨海赴熊津，讨伐百濟。
刘仁愿、刘仁轨攻克真岘城以后，孙仁师领兵渡过黄海抵达朝鲜半岛。百济扶余丰联合倭国对抗唐朝和新罗的军队。孙仁师与刘仁愿、刘仁轨合兵，声威大振。刘仁轨建议先攻打周留城（今大韩民国全罗北道扶安郡），于是刘仁轨与别将杜爽、扶余隆率水军押运粮船从熊津（今大韩民国忠清南道公州市）入白江（今大韩民国锦江），和孙仁师、刘仁愿与新罗王金法敏所率陆军会合，一起向周留城进发。663年九月初八戊午，熊津道行军总管、右威卫将军孫仁師等人率领的唐兵与百济扶余丰部队、倭国兵遭遇在白江口，刘仁轨四战四捷，焚烧四百艘敌船，攻下周留城。扶余丰逃往高句丽，扶余忠胜、扶余忠志等率部降唐，只剩下迟受信留守的任存城。百济西部人黑齿常之与别部将沙吒相如率部投降刘仁轨。刘仁轨派黑齿常之、沙吒相如率部攻取任存城（今大韩民国忠清南道礼山郡光时面东山里），给他们提供军械粮草。孙仁师说：“他们人面兽心，不可相信。”刘仁轨说：“我看相如、常之两人忠勇有谋，是重信感恩之士；现在正是他们感激立功之时，不必怀疑。”于是给他们军械粮草，并且分兵跟随，攻下了任存城。迟受信抛弃妻儿，投奔高句丽。唐高宗召孙仁师、刘仁愿回朝，命刘仁轨领兵镇守百济。